# HD169744
HD169744 — хімічно пекулярна зоря спектрального класу B8, що має видиму зоряну величину в смузі V приблизно  8,0.
Вона  розташована на відстані близько 1132,5 світлових років від Сонця.

## Фізичні характеристики
Телескоп Гіппаркос зареєстрував фотометричну змінність  даної зорі з періодом    1,46 доби в межах від  Hmin= 8,01 до  Hmax= 7,94.